# Revenge of the Nerds (filmserie)
Revenge of the Nerds is een serie van vier Amerikaanse filmkomedies over een groep sociaal onhandige studenten ("nerds") die wraak proberen te nemen op hun pestkoppen. De serie begon met de gelijknamige film uit 1984 en werd gevolgd door drie sequels: Revenge of the Nerds II: Nerds in Paradise (1987) en de televisiefilms Revenge of the Nerds III: The Next Generation (1992) en Revenge of the Nerds IV: Nerds in Love (1994).

## Films

### Revenge of the Nerds (1984)
Na hun aankomst op het Adams College worden de sympathieke nerds Gilbert Lowe (Anthony Edwards) en Lewis Skolnik (Robert Carradine) al snel het mikpunt van spot van de studentenvereniging Alpha Beta, bestaande uit rijke, populaire en sportieve jongemannen onder aanvoering van Stan Gable (Ted McGinley). Bovendien wordt Lewis verliefd op Betty Childs (Julia Montgomery), de vriendin van Stan. Gilbert en Lewis besluiten voor hun rechten op te komen en richten samen met een bont allegaartje van andere nerds hun eigen studentenvereniging Lambda Lambda Lambda op. Samen met hun vrouwelijke equivalenten van Omega Mu gaan de Tri-Lambda's de strijd aan met de Alpha Beta's.

### Revenge of the Nerds II: Nerds in Paradise (1987)
De Tri-Lambda's reizen naar Florida om een nationale conventie van studentenverenigingen bij te wonen. Bij aankomst in het hotel vernemen ze van stagair Sunny Lewis (Courtney Thorne-Smith) dat hun hotelreservatie geannuleerd werd en moeten ze noodgedwongen in een vervallen hotel in een louche buurt logeren. Tijdens hun verblijf belanden de Tri-Lambda's in de gevangenis nadat ze valselijk beschuldigd zijn door de Alpha Beta's en uiteindelijk worden ze zelfs door de Alpha Beta's samen met Sunny op een onbewoond eiland gedumpt. Daar ontdekken ze een verborgen voorraad militair materiaal, inclusief een amfibievoertuig, waarmee ze ten strijde trekken naar de conventie.

## Televisiefilms

### Revenge of the Nerds III: The Next Generation (1992)
Dankzij de acties van Lewis Skolnik en de andere Tri-Lambda's hebben de nerds nu stevig de touwtjes in handen op de universiteit. De nieuwe generatie sporters is echter vastbesloten om terug de baas te worden. De sporters krijgen de hulp van decaan Stan Gable, vroeger zelf een van hen, en de nerds belanden weer in de verdrukking. Harold Skolnick (Gregg Binkley) roept de hulp in van zijn oom Lewis, ondertussen hoofd van het departement computerwetenschappen, maar die is niet trots op zijn nerdverleden en weigert aanvankelijk zijn neefje te helpen. Zijn vrouw Betty brengt hem echter op andere gedachten en samen met zijn oude nerdvrienden gaat hij de strijd aan om de school terug te winnen.

### Revenge of the Nerds IV: Nerds in Love (1994)
Dudley "Booger" Dawson (Curtis Armstrong), een van Lewis' oude nerdvrienden, gaat trouwen met zijn Omega Mu-vriendin Jeannie (Corinne Bohrer). Haar rijke snobistische vader Aaron (Joseph Bologna) probeert het huwelijk echter tegen te houden. Samen met zijn schoonzoon wil hij Booger in diskrediet te brengen, maar Lewis en de andere nerds ontdekken het complot en schieten ter hulp.

## Rolbezetting en filmploeg

### Rolbezetting
Onderstaande tabel bevat alleen personages die in meerdere films voorkomen.
| Personages                          | Films                | Films                                      | Televisie                                     | Televisie                              |
| Personages                          | Revenge of the Nerds | Revenge of the Nerds II: Nerds in Paradise | Revenge of the Nerds III: The Next Generation | Revenge of the Nerds IV: Nerds in Love |
| Personages                          | 1984                 | 1987                                       | 1992                                          | 1994                                   |
| ----------------------------------- | -------------------- | ------------------------------------------ | --------------------------------------------- | -------------------------------------- |
| Lewis Skolnik                       | Robert Carradine     | Robert Carradine                           | Robert Carradine                              | Robert Carradine                       |
| Dudley "Booger" Dawson              | Curtis Armstrong     | Curtis Armstrong                           | Curtis Armstrong                              | Curtis Armstrong                       |
| Lamar Latrelle                      | Larry B. Scott       | Larry B. Scott                             | Larry B. Scott                                | Larry B. Scott                         |
| Mr. Skolnick                        | James Cromwell       | James Cromwell                             | James Cromwell                                | James Cromwell                         |
| Gilbert Lowe                        | Anthony Edwards      | Anthony Edwards                            | Mike Greenwood                                |                                        |
| Harold Wormser                      | Andrew Cassese       | Andrew Cassese                             | Sean Whalen                                   |                                        |
| Frederick Aloysius "Ogre" Palowaski | Donald Gibb          | Donald Gibb                                |                                               | Donald Gibb                            |
| Arnold Poindexter                   | Timothy Busfield     | Timothy Busfield                           |                                               |                                        |
| Betty Childs                        | Julia Montgomery     |                                            | Julia Montgomery                              | Julia Montgomery                       |
| Takashi Toshiro                     | Brian Tochi          |                                            | Brian Tochi                                   | Brian Tochi                            |
| Stanley Harvey "Stan" Gable         | Ted McGinley         |                                            | Ted McGinley                                  | Ted McGinley                           |
| U.N. Jefferson                      | Bernie Casey         |                                            | Bernie Casey                                  | Bernie Casey                           |
| Dean Ulich                          | David Wohl           |                                            | Alan Wittert                                  |                                        |
| Harold Skolnick                     |                      |                                            | Gregg Binkley                                 | Gregg Binkley                          |
| Trevor Gulf                         |                      |                                            | John Pinette                                  | John Pinette                           |

### Filmploeg
|                         | Films                                          | Films                                                                                                  | Televisie                                                   | Televisie                                         |
| Revenge of the Nerds    | Revenge of the Nerds II: Nerds in Paradise     | Revenge of the Nerds III: The Next Generation                                                          | Revenge of the Nerds IV: Nerds in Love                      |                                                   |
| 1984                    | 1987                                           | 1992                                                                                                   | 1994                                                        |                                                   |
| ----------------------- | ---------------------------------------------- | --- | ----------------------------------------------------------- | ------------------------------------------------- |
| Regisseur               | Jeff Kanew                                     | Joe Roth                                                                                               | Roland Mesa                                                 | Steve Zacharias                                   |
| Producent               | - Ted Field - Peter Samuelson                  | - Ted Field - Robert W. Cort - Peter Bart                                                              | - Robert Engelman - Steve Zacharias                         | Ooty Moorehead                                    |
| Scenario                | - Steve Zacharias - Jeff Buhai                 | - Dan Guntzelman - Steve Marshall                                                                      | - Steve Zacharias - Jeff Buhai                              | - Steve Zacharias - Jeff Buhai                    |
| Montage                 | Alan Balsam                                    | Richard Chew                                                                                           | Seth Gaven                                                  | Gary Karr                                         |
| Cinematografie          | King Baggot                                    | Charles Correll                                                                                        | Zoran Hochstätter                                           | Zoran Hochstätter                                 |
| Muziek                  | Thomas Newman                                  | - Mark Mothersbaugh - Gerald V. Casale                                                                 | Garry Schyman                                               | Garry Schyman                                     |
| Productiebedrijf        | - 20th Century Fox - Interscope Communications | - 20th Century Fox - Interscope Communications - Amercent Films - American Entertainment Partners L.P. | - Zacharias/Buhai Productions - 20th Television - FNM Films | - Fox West Pictures - Zacharias/Buhai Productions |
| Distributeur of netwerk | 20th Century Fox                               | 20th Century Fox                                                                                       | Fox                                                         | Fox                                               |

## Ontvangst
| Film                                          | Budget      | Opbrengst ()  | Rotten Tomatoes    | Metacritic        |
| --------------------------------------------- | ----------- | ------------- | ------------------ | ----------------- |
| Revenge of the Nerds                          | $8 miljoen  | $40,8 miljoen | 70% (40 recensies) | 44 (6 recensies)  |
| Revenge of the Nerds II: Nerds in Paradise    | $10 miljoen | $30 miljoen   | 7% (27 recensies)  | 28 (11 recensies) |
| Revenge of the Nerds III: The Next Generation | $2 miljoen  | –             | –                  | –                 |
| Revenge of the Nerds IV: Nerds in Love        | –           | –             | –                  | –                 |